# Tectaria laotica
Tectaria laotica är en ormbunkeart som beskrevs av Marie Laure Tardieu och C. Chr. Tectaria laotica ingår i släktet Tectaria och familjen Tectariaceae. Inga underarter finns listade.